# Караманов Алемдар Сабітович
Алемда́р Сабі́тович Карама́нов (10 вересня 1934, Сімферополь — 3 травня 2007) — композитор, народний артист України (1994), лауреат Національної премії ім. Т. Шевченка (2000), академік Академії мистецтв України (2005), двічі лауреат Державної премії Криму, почесний громадянин Криму.

## Життя і творчість
Алемдар Караманов народився в Сімферополі 10 вересня 1934 року. Його батько — Сабіт Темель Кагирман (Караманов — це русифікована версія прізвища батька), турок за національністю, був репресований в 1944 році і засланий в Сибір, звідки так і не повернувся. Його мати, Поліна Сергіївна Величко, українка, працювала завідувачкою бібліотеки.

### Московський період
Музичну освіту здобув у Сімферопольському музичному училищі (закінчив у 1953) та Московській консерваторії, яку закінчив як композитор (у класі С. С. Богатирьова і піаніст (у класі В. А. Натансона). З 1958 по 1963 стажувався в аспірантурі у Д. Кабалевського та Т. Хрєнникова.
Цей період був надзвичайно плідним у творчості композитора — тут він написав 7 симфоній, драматичну ораторію «Ленін», два фортепіанних концерти, у Большому театрі був поставлений його балет «Комсомолія», а у Ленінграді — балет «Сильніше за любов».
У 1962—1964 роках Караманов звертається до музичного авангарду, зближаючись з такими композиторами як Андрій Волконський, Альфред Шнітке, Едісон Денисов і Софія Губайдуліна. Серед творів авангардного періоду «Музика № 1 й № 2», триптих «Пролог. Думка. Епілог», «Вікно в музику», «15 концертних фуг» й інших.

### Сімферопольський період
Закінчивши аспірантуру, А. Караманов, пережив важку творчу кризу. Це спонукало його назавжди повернутися додому в Сімферополь. Ще живучи в Москві, Караманов звертається до віри й, після повернення до Сімферополя, приймає хрещення. Із цього моменту головною ідеєю його творчості, за його словами, стає «музична релігія». Майже повністю відмовившись від жанрів фортепіанної і камерної музики, Караманов цілком присвятив себе симфонічній і вокально-симфонічній музиці.

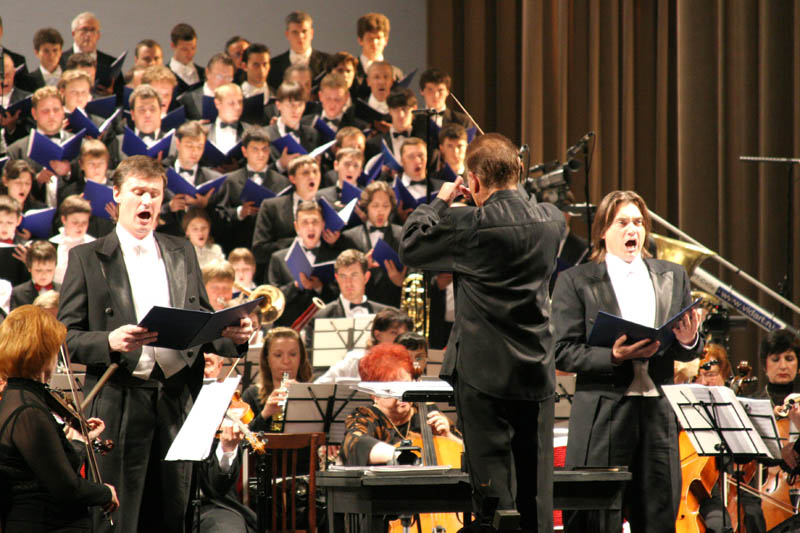
Виконання циклу «Совершишася» по Євангелію в день відкриття XXI Собіновського фестивалю

В 1965—1966 роках він створює цикл із чотирьох симфоній, «Совершишася» (полное название: «Совершишася во славу Богу во имя Господа Иисуса Христа»). У той же самий час А. Караманов пише кілька вокально-симфонічних творів у жанрі католицької релігійної музики: Stabat Mater (1967 г.) и Реквием (1971 г.).
В 1968 році композитор створює Третій фортепіанний концерт Ave Maria, в 1970-х пише ще один цикл із двох симфоній за назвою «Et in amorem vivificantem» (И во любовь животворящую), а потім сімнадцяту симфонію «Америка».
У другій половині 1970-х років А. Караманов створює один із найзначніших своїх творів — цикл із шести симфоній (з 18-ї по 23-ю) «Бысть», за Одкровенням Іоанна Богослова (Апокаліпсис). До останніх днів у планах композитора була сьома симфонію циклу «Бысть» — він хотів її назвати «Николай — Кришну». За задумом композитора, у ній повинні були сполучатися християнські й індуїстські релігійні мотиви.

### Останні роки
Після «Бысть» Караманов відходить від винятково релігійної тематики. Їм створюється кілька яскравих добутків, присвячених своїй батьківщині — Криму. 1983 року він написав ораторію «Легенда-минуле Аджимушкая» й 24-я симфонію «Аджимушкай», 1992 написав Гімн автономної республіки Крим, а в 1994 — Містерію «Херсонес», присвячену 2500-річчю Херсонеса.
А. Караманов рідко виїжджав за межі Сімферополя. Так, в 1991 р. він відвідав з авторськими концертами Чехословаччину, а в 1994 році — Лондон, де була виконана вперше його «Stabat Mater». В Англії вийшов компакт диск із його 20-й й 23-й симфонією, а в Німеччині — з 3 концертом для фортепіано з оркестром «Ave Maria» (соліст — П. Віардо) і 3-й симфонією.
Останні роки життя композитора були відзначені небаченою увагою до його музики — тільки в 2006—2008 році в Москві, Санкт-Петербурзі, Києві, Нижньому Новгороді, Казані, Краснодарі, Саратові й інших містах відбулося 10 концертів, на яких виконувалися симфонічний цикл «Совершишася», «Реквієм», Другий струнний квартет, а також «Stabat Mater», фортепіанний концерт «Ave, Maria», симфонії із циклу «Бысть», інші твори. Останній (незавершений) твір А. Караманова — опера «Прощання Хризостома», лібрето для якої він написав сам.
Помер Алемдар Караманов у ніч із 2 на 3 травня 2007 року в м. Сімферополі. Похований на цвинтарі Абдал.

## Визнання
Музику Караманова виконували близько 30 диригентів, серед них Володимир Ашкеназі, Антоніо де Альмейда, Володимир Федосєєв, Федір Глущенко, Геннадій Правоторов, Едуард Гулбіс й інші. Чимало зробив для популяризації творчості свого земляка й Академічний симфонічний оркестр Кримської державної філармонії і його диригент Олексій Гуляницький.
Караманов був визнаний гідним високих звань народного артиста України, лауреата Національної премії імені Тараса Шевченка (2000), академіка Академії мистецтв України (2005), двічі Лауреата Державної премії Криму, Почесного громадянина Криму. Він був членом Союзу композиторів не тільки України, але й Росії.
У Криму в 1996 році був організований Міжнародний конкурс молодих піаністів Алемдара Караманова. За роки існування конкурсу, в ньому взяли участь понад 300 молодих піаністів з 23 країн світу, зокрема з Росії, Китаю, Японії, Південної Кореї. На інтернет-сайті конкурсу доступні фортепіанні твори композитора. У рамках конкурсу існує унікальна номінація — «Звучний Інтернет», мета якої популяризація творчості А. Караманова. У 2000 році в Сімферополі створений Благодійний фонд Алемдара Караманова, зусиллями якого видано кілька збірників фортепіанних творів композитора, ведеться робота з видання «Повного зібрання творів».
Творчості композитора присвячені дві кандидатських дисертації (у Москві й Харкові), десятки дипломних робіт. Висуваючи Караманова на здобуття Національної премії ім. Тараса Шевченка, Національна спілка композиторів України так обґрунтувала своє рішення:

| «Алемдар Караманов — видатний композитор ХХ сторіччя, творчість якого знайшло світове визнання... Твори, які представляються на здобуття високої премії, особливо яскраві, це дійсне одкровення музичної культури кінця ХХ сторіччя. Музика такого масштабу й духовної концентрації може й повинна знаходити відгук у серцях людей. Це дійсне національне надбання, яким Україна може по праву пишатися!» |.
Іменем Караманова названо астероїд 4274 Караманов, відкритий 1980 року Кримською обсерваторією.

## Список творів[3]
- муз.-драматична легенда «Фонтан кохання» (1982);

балети
- «Комсомолія» (співавтор Є.Крилатії, 1957),
- «Сильніше за кохання» (1961);

вокально-симфонічні твори
- «Stabat Mater» (1967),
- Реквієм (1971),
- симфонія-кантата «Легенда-бувальщина аджимушкайська» (1954—1989),
- кантата «Пісня одруженого солдата» і 1963),
- Гімн Кримської АР (1992),
- містерія «Херсонес» (1994) та інші;

для симфонічного оркестру
- 24 симфонії (1954—1984), зокрема № 17 «Америка» (1975), цикл з 6-й симфоній № 18-23 «Бысть» (1976-80, за Апокаліпсисом),
- Дитяча сюїта,
- 4 поеми,
- 4 увертюри,
- «Героїчні танці» (1961);

інструментальні концерти
- 3 концерти для фортепіано з оркестром (1958, 1961, 1967),
- 2 концерти для скрипки з оркестром (1961, 1964);
- «Орієнтальне капричіо» для скрипки з оркестром (1961);
- Концерт для труби і джаз-оркестру (1965);

камерно-інструментальні твори
- 3 струнних квартети (1953, 1954, 1963);

для фортепіано
- 4 сонати (1953, 1955, 1960, 1961),
- 8 п'єс «Пори року» (1954),
- «Музика» (1962—1963),
- 16 дитячих п'єс,
- 19 фуг та інші;

вокальні цикли
- «Африканські пісні» (1962),
- «Злочин у Гранаді» (сл. А.Мачадо, 1963),
- «Зірки» (сл. С.Щипачова, 1970) та інше;

Інше
- Музика до кінофільмів — «Звичайний фашизм» (1965—1966), «Стратегія Перемоги» (1985) та ін.,
- Хори
- Музика до театральних вистав